# Edin Junuzović
Edin Junuzović (Fiume, 28 aprile 1986) è un ex calciatore croato, di ruolo attaccante.

## Palmarès

### Club

#### Competizioni nazionali
- Druga nogometna liga: 1

Opatija: 2023-2024